# Berriane
Berriane är en ort i Algeriet.   Den ligger i provinsen Ghardaïa, i den norra delen av landet, 400 km söder om huvudstaden Alger. Berriane ligger 536 meter över havet och antalet invånare är 44 580.
Terrängen runt Berriane är huvudsakligen platt. Berriane ligger nere i en dal. Runt Berriane är det mycket glesbefolkat, med 4 invånare per kvadratkilometer. Trakten runt Berriane är ofruktbar med lite eller ingen växtlighet.